# Amphidraus duckei
Amphidraus duckei là một loài nhện trong họ Salticidae.
Loài này thuộc chi Amphidraus. Amphidraus duckei được María Elena Galiano miêu tả năm 1967.